# Municipio de Pajacuarán
El municipio de Pajacuarán es uno de los 113 municipios en que se divide el estado mexicano de Michoacán de Ocampo. Se localiza en la zona noroeste del estado y su cabecera es la localidad de Pajacuarán.
Forma parte de la Ciénega de Chapala,de la región 1. Lerma-Chapala y del Bajío zamorano.

## Geografía
Cuenta con una superficie de 174.06 km². En su frontera norte colinda con el municipio de Briseñas y el municipio de Vista Hermosa; al este con el municipio de Ixtlán; al sureste con el municipio de Chavinda; al sur con el municipio de Villamar; y al oeste con el municipio de Venustiano Carranza.

## Demografía
Cuenta con 21 028 habitantes, lo que representa un crecimiento promedio de 0.80 % anual en el período 2010-2020 sobre la base de los 19 450 habitantes registrados en el censo anterior. Ocupa una superficie de 170.4 km², lo que determina al año 2020 una densidad de 123,4 hab/km².
| Gráfica de evolución demográfica de Municipio de Pajacuarán entre 2000 y 2020 |
|                                                                               |
| Fuente: Instituto Nacional de Estadística Geografía e Informática             |

### Localidades
En el censo de 2020 el municipio de Pajacuarán contaba con 18 localidades.
| Código INEGI    | Localidad       | Población (2020) |
| --------------- | --------------- | ---------------- |
| 160620001       | Pajacuarán      | 10 988           |
| 160620006       | La Luz          | 3 646            |
| 160620013       | San Gregorio    | 2 144            |
| 160620009       | El Paracho      | 1 115            |
| 160620014       | Tecomatán       | 1 055            |
| 160620002       | El Cometa       | 455              |
| 160620005       | La Higuera      | 379              |
| 160620003       | El Chacolote    | 265              |
| 160620020       | Las Malvinas    | 255              |
| 160620012       | Los Quiotes     | 254              |
| 160620019       | Los Dolores     | 143              |
| 160620004       | Fray Domínguez  | 141              |
| 160620010       | Peribán         | 140              |
| 160620011       | La Culebra      | 31               |
| 160620015       | Paso de Limón   | 6                |
| 160620029       | La Moreña Dos   | 5                |
| 160620030       | Santa Martha    | 4                |
| 160620028       | Edeumitem       | 2                |
| Total municipal | Total municipal | 21 028           |

## Política
El gobierno local está conformado, como en todos los municipios de México, por un Ayuntamiento que es elegido mediante voto universal cada tres años no reelegibles al período inmediato pero sí de forma no continua. De esta manera cuenta con un baloo municipal, un síndico, cuatro regidores de mayoría relativa y tres regidores de representación proporcional.

### Subdivisión administrativa
Para la administración pública fuera de la cabecera, el municipio cuenta con un jefe de tenencia y ocho encargados del orden que se eligen cada tres años por plebiscito.

### Representación legislativa
Para la elección de diputados al Congreso de Michoacán y a la Cámara de Diputados, el municipio de Pajacuarán se encuentra integrado en los siguientes distritos electorales:
Local
- Distrito electoral local 1 de Michoacán con cabecera en la ciudad de La Piedad de Cabadas.

Federal
- Distrito electoral federal 5 de Michoacán con cabecera en la ciudad de Zamora de Hidalgo.[13]